# Natalie Nicholson
Natalie Nicholson, z domu Simenson (ur. 10 marca 1976 w Bemidji, Minnesota, Stany Zjednoczone) – amerykańska praworęczna curlerka, wicemistrzyni świata z 2006, olimpijka. W curling gra od 1993, obecnie jest drugą w zespole Allison Pottinger.
W 1994 zajęła 4. miejsce w krajowych mistrzostwach juniorów, po roku zwyciężyła w tej imprezie i zadebiutowała na arenie międzynarodowej. Na Mistrzostwach Świata Juniorów 1994 w drużynie Risy O’Connell uplasowała się na 6. pozycji, a po dwóch latach doszła do małego finału, gdzie Amerykanki przegrały z Kanadą.
Po przekroczeniu wieku juniorskiego Nicholson zmieniła drużynę, w 1999 zagrała w finale mistrzostw USA. Rok później po raz pierwszy wygrała rywalizację krajową, występ na MŚ zakończył się na 6. miejscu. Kolejne występy w tej imprezie w latach 2002 i 2004 z drużyną Pati Lank Nicholson kończyła na 8. i 4. miejscu. Nicholson z Debbie McCormick reprezentowała Stany Zjednoczone na MŚ w latach 2006–2009. W 2006 Amerykanki zdobyły srebrne medale przegrywając w finale ze Szwedkami (Anette Norberg) 9:10. Rok później zespół jeszcze awansował do fazy play-off jednak zajął 4. miejsce. W kolejnych dwóch występach Nicholson uplasowała się na 7. i 9. pozycji.
Wygrała United States Olympic Curling Team Trials 2010 i startowała na Zimowych Igrzyskach Olimpijskich w 2010. W turnieju Amerykanki uplasowały się na ostatniej, 10. pozycji. Nicholson zagrała we wszystkich meczach.
Po odejściu z zespołu kapitan Nicholson zagrywa kamienie jako druga. W 2012 ponownie wystąpiła w mistrzostwach świata, reprezentacja kraju zajęła 5. miejsce przegrywając baraż o miejsce w fazie finałowej z Kanadą (Heather Nedohin).

## Wielki Szlem
| Turniej                | 2006/2007 | 2007/2008 | 2008/2009 | 2010/2011 | 2011/2012 | 2012/2013 |
| ---------------------- | --------- | --------- | --------- | --------- | --------- | --------- |
| Autumn Gold            | A         | A         | A         | x         | x         | x         |
| Manitoba Lotteries     | x         | QF        | x         | x         | A         | A         |
| Wayden Transportation  | A         | A         | A         | —         | —         | —         |
| Sobeys Slam            | —         | A         | A         | A         | —         | —         |
| Colonial Square        | ?*        | ?*        | A*        | A*        | x*        | x         |
| Masters                | ?*        | ?*        | ?*        | x*        | x*        | x         |
| Players’ Championships | A         | A         | A         | A         | A         | A         |

| —  | = turniej nie odbył się                                  |
| A  | = nie uczestniczyła                                      |
| x  | = nie zakwalifikowała się do fazy finałowej              |
| QF | = ćwierćfinał                                            |
| SF | = półfinał                                               |
| F  | = finał                                                  |
| W  | = zwycięstwo                                             |
| *  | = turniej niezaliczany wówczas do cyklu Wielkiego Szlema |

## Drużyna
|           | Czwarta           | Trzecia           | Druga             | Otwierająca       |
| --------- | ----------------- | ----------------- | ----------------- | ----------------- |
| od 2011   | Allison Pottinger | Nicole Joraanstad | Natalie Nicholson | Tabitha Peterson  |
| 2010/2011 | Allison Pottinger | Nicole Joraanstad | Natalie Nicholson | Sarah Lehman      |
| 2005/2010 | Debbie McCormick  | Allison Pottinger | Nicole Joraanstad | Natalie Nicholson |
| 2003/2005 | Patti Lank        | Erika Brown       | Nicole Joraanstad | Natalie Nicholson |
| 2001/2002 | Patti Lank        | Erika Brown       | Allison Pottinger | Natalie Nicholson |
| 1999/2000 | Amy Wright        | Amy Becher        | Joni Cotten       | Natalie Nicholson |
| 1996/1997 | Risa O’Connell    | Amy Becher        | Natalie Nicholson | Missi O’Connell   |
| 1994/1995 | Risa O’Connell    | Missi O’Connell   | Natalie Nicholson | Alison Naylor     |

## Życie prywatne
Natalie Nicholson ukończyła University of North Dakota uzyskując tytuł MS z pielęgniarstwa. Mieszka w Bemidji, ma córkę, Stellę.